# 物語りのワルツ
「物語りのワルツ」（ものがたりのワルツ）は、2020年2月23日にYouTube上で公開されたバーチャルアーティストヰ世界情緒のデビュー曲である。配信シングルとして2020年12月30日にリリースされ、のちに2021年12月8日に 1st フルアルバム『創生』に収録された。

## 概要
本楽曲はバーチャルの世界から独自の存在感を届ける、ヰ世界情緒の世界観の原点となる作品である。最初の動画『ヰ世界情緒 #01』、および本楽曲の予告となる動画『ヰ世界情緒 #02 「はじめまして、この度は。」』に次ぐヰ世界情緒の3作目のナンバリングが与えられた動画としてYouTube上で公開された。
作詞・作曲・編曲は全てシンガーソングライターである samayuzame によるもので、ミュージックビデオはぬヴェントスが映像制作を行った。イラストは orie、タイポグラフィは本忠学、Mixは＄ＫＩＹＡＫＩ＄ＫＩが担当した。陰と陽がクロスオーバーする楽曲であり、音楽にも映像にも、様々な相反する要素が込められている。
ヰ世界情緒初の配信シングルの1つであり、2020年12月30日に「ジオラマドラマ」および「いろはに咲きて」とともにリリースされた。

## ライブでの演奏
本楽曲は2021年7月3日に開催された Virtual Music Award 2021 Summer で演奏された。
2021年10月24日に開催された『ヰ世界情緒 1st ONE-MAN LIVE「Anima」』では、1曲目に演奏された。ライブでは通常のバンド編成よりも人数の多い、チェロとヴァイオリンのストリングスを組み込んだ生バンドによる演奏が行われた。同年10月30日にはライブバージョンの本楽曲が『ヰ世界情緒 #18「物語りのワルツ」【from 1st ONE-MAN LIVE「Anima」】』としてYouTube上で公開されている。
また、Fm yokohama 84.7のラジオ番組「ヰ世界らじおプラネット」でも2023年4月5日などの回で放送されている。